# Super Bowl XXXIII
Super Bowl XXXIII was de 33e editie van de Super Bowl, een Americanfootballwedstrijd tussen de kampioenen van de National Football Conference en de American Football Conference waarin bepaald werd wie de kampioen werd van de National Football League voor het seizoen van 1998. De wedstrijd werd gespeeld op 31 januari 1999 in het Pro Player Stadium in Miami. De Denver Broncos wonnen de wedstrijd met 34–19 van de Atlanta Falcons.

## Play-offs
Play-offs gespeeld na het reguliere seizoen.
| Geplaatste teams | Geplaatste teams                        | Geplaatste teams                     |
| Plaats           | AFC                                     | NFC                                  |
| ---------------- | --------------------------------------- | ------------------------------------ |
| 1                | Denver Broncos (West-winnaar)           | Minnesota Vikings (Centraal-winnaar) |
| 2                | New York Jets (Oost-winnaar)            | Atlanta Falcons (West-winnaar)       |
| 3                | Jacksonville Jaguars (Centraal-winnaar) | Dallas Cowboys (Oost-winnaar)        |
| 4                | Miami Dolphins                          | San Francisco 49ers                  |
| 5                | Buffalo Bills                           | Green Bay Packers                    |
| 6                | New England Patriots                    | Arizona Cardinals                    |

|  | Wildcard Play-offs         | Wildcard Play-offs         |                                       |                            | Divisional Play-offs                  | Divisional Play-offs                  |                             |                             | NFC & AFC Championships | NFC & AFC Championships |  |  | Super Bowl XXXIII | Super Bowl XXXIII |
|  |                            |                            |                                       |                            |                                       |                                       |                             |                             |                         |                         |  |  |                   |                   |
|  | Texas Stadium, 2 jan.      | Texas Stadium, 2 jan.      |                                       |                            | Hubert H. Humphrey Metrodome, 10 jan. | Hubert H. Humphrey Metrodome, 10 jan. |                             |                             |                         |                         |  |  |                   |                   |
|  | Texas Stadium, 2 jan.      | Texas Stadium, 2 jan.      | Hubert H. Humphrey Metrodome, 17 jan. |                            | Hubert H. Humphrey Metrodome, 10 jan. | Hubert H. Humphrey Metrodome, 10 jan. |                             |                             |                         |                         |  |  |                   |                   |
|  | Texas Stadium, 2 jan.      | Texas Stadium, 2 jan.      | Minnesota Vikings                     | 41                         |                                       |                                       |                             |                             |                         |                         |  |  |                   |                   |
|  | Dallas Cowboys             | 7                          | Minnesota Vikings                     | 41                         |                                       |                                       |                             |                             |                         |                         |  |  |                   |                   |
|  | Dallas Cowboys             | 7                          |                                       | Arizona Cardinals          | 21                                    |                                       |                             |                             |                         |                         |  |  |                   |                   |
|  | Arizona Cardinals          | 20                         |                                       | Arizona Cardinals          | 21                                    | Minnesota Vikings                     | 27                          |                             |                         |                         |  |  |                   |                   |
|  | Arizona Cardinals          | 20                         | Georgia Dome, 9 jan.                  |                            |                                       | Minnesota Vikings                     | 27                          |                             |                         |                         |  |  |                   |                   |
|  | 3Com Park, 3 jan.          | 3Com Park, 3 jan.          |                                       | Atlanta Falcons            | 30*                                   |                                       | Pro Player Stadium, 31 jan. | Pro Player Stadium, 31 jan. |                         |                         |  |  |                   |                   |
|  | 3Com Park, 3 jan.          | 3Com Park, 3 jan.          | Atlanta Falcons                       | Atlanta Falcons            | 30*                                   | 20                                    | Pro Player Stadium, 31 jan. | Pro Player Stadium, 31 jan. |                         |                         |  |  |                   |                   |
|  | San Francisco 49ers        | 30                         | Atlanta Falcons                       |                            |                                       | 20                                    | Pro Player Stadium, 31 jan. | Pro Player Stadium, 31 jan. |                         |                         |  |  |                   |                   |
|  | San Francisco 49ers        | 30                         |                                       | San Francisco 49ers        | 18                                    |                                       | Pro Player Stadium, 31 jan. | Pro Player Stadium, 31 jan. |                         |                         |  |  |                   |                   |
|  | Green Bay Packers          | 27                         |                                       | San Francisco 49ers        | 18                                    | Atlanta Falcons                       | 19                          |                             |                         |                         |  |  |                   |                   |
|  | Green Bay Packers          | 27                         | Mile High Stadium, 9 jan.             |                            |                                       | Atlanta Falcons                       | 19                          |                             |                         |                         |  |  |                   |                   |
|  | Pro Player Stadium, 2 jan. | Pro Player Stadium, 2 jan. | Mile High Stadium, 17 jan.            | Mile High Stadium, 17 jan. |                                       | Denver Broncos                        | 34                          |                             |                         |                         |  |  |                   |                   |
|  | Pro Player Stadium, 2 jan. | Pro Player Stadium, 2 jan. | Mile High Stadium, 17 jan.            | Mile High Stadium, 17 jan. | Denver Broncos                        | Denver Broncos                        | 34                          | 38                          |                         |                         |  |  |                   |                   |
|  | Miami Dolphins             | 24                         | Mile High Stadium, 17 jan.            | Mile High Stadium, 17 jan. | Denver Broncos                        |                                       |                             | 38                          |                         |                         |  |  |                   |                   |
|  | Miami Dolphins             | 24                         | Mile High Stadium, 17 jan.            | Mile High Stadium, 17 jan. |                                       | Miami Dolphins                        | 3                           |                             |                         |                         |  |  |                   |                   |
|  | Buffalo Bills              | 17                         |                                       | Denver Broncos             | 23                                    | Miami Dolphins                        | 3                           |                             |                         |                         |  |  |                   |                   |
|  | Buffalo Bills              | 17                         | Giants Stadium, 10 jan.               | Denver Broncos             | 23                                    |                                       |                             |                             |                         |                         |  |  |                   |                   |
|  | Alltel Stadium, 3 jan.     | Alltel Stadium, 3 jan.     |                                       | New York Jets              | 10                                    |                                       |                             |                             |                         |                         |  |  |                   |                   |
|  | Alltel Stadium, 3 jan.     | Alltel Stadium, 3 jan.     | New York Jets                         | New York Jets              | 10                                    | 34                                    |                             |                             |                         |                         |  |  |                   |                   |
|  | Jacksonville Jaguars       | 25                         | New York Jets                         |                            |                                       | 34                                    |                             |                             |                         |                         |  |  |                   |                   |
|  | Jacksonville Jaguars       | 25                         |                                       | Jacksonville Jaguars       | 24                                    |                                       |                             |                             |                         |                         |  |  |                   |                   |
|  | New England Patriots       | 10                         |                                       | Jacksonville Jaguars       | 24                                    |                                       |                             |                             |                         |                         |  |  |                   |                   |
|  | New England Patriots       | 10                         |                                       |                            |                                       |                                       |                             |                             |                         |                         |  |  |                   |                   |

* Na verlenging